# Contornos ilusorios

Triángulo de Kanizsa: Este espacio separa fragmentos que dan la impresión de un triángulo brillante blanco, definido por puntas de un contorno ilusorio, ocluyendo tres círculos negros y un triángulo negro delineado.

Contornos ilusorios o contornos subjetivos son ilusiones ópticas que evocan la percepción de una era sin luminancia o cambio de color dentro del borde. El brillo ilusorio y su profundidad ordenados son frecuentemente acompañados de contornos ilusorios. Friedrich Schumann es a menudo acreditado con el descubrimiento de los contornos ilusorios alrededor de los principios del siglo veinte, sin embargo los contornos ilusorios son presentados en un arte de citar a las Edades Medias. La hoja Científica Americana de Gaetano Kanizsa escrita en 1976 marca el resurgimiento de interés en los contornos ilusorios por científicos de visión. 

## Tipos Comunes de Contornos Ilusorios
Las Figuras Kanizsa (a.k.a. Configuraciones Pac-Man):
Quizás uno de los más famosos ejemplos de un contorno ilusorio es la configuración de Pac-Man popularizada por Gaetano Kanizsa. Las figuras de Kanizsa desencadenan la percepción de un contorno ilusorio por la alineación de formas Pac-Man inducidas en el campo visual que los bordes van conformando para la forma. Aunque no explícitamente parte de la imagen, de las figuras de Kanizsa evocan la percepción de la forma, definida por un pico de contorno ilusorio. Típicamente, la forma parece más brillante que el fondo aunque la luminancia es en realidad homogénea. Adicionalmente, la forma ilusoria parece estar más cerca para el observador que los inductores.

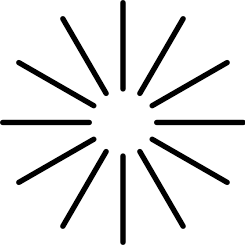
La ilusión Ehrenstein esta en un brillante disco.

 Cercanamente relacionado con las figuras de Kanizsa esta la ilusión de Ehrenstein. En lugar de emplear los inductores de Pac-Man, la ilusión de Ehrenstein otorga un contorno ilusorio percibido por la vía de líneas radiales de segmentos. El descubrimiento de Ehrenstein fue originalmente contextualizado como una modificación de la cuadrícula de Hermann.
Líneas de rejillas colindantes:
	Los contornos ilusorios son también creados en el límite entre dos desalineadas rejillas. Dentro de este se llaman líneas de rejillas colindantes, el contorno ilusorio es perpendicular a los elementos inducidos.

## Explicación
Es pensado que actualmente las regiones visuales corticas como la V1 V2 son responsables por formar contornos visuales.

## Contornos ilusorios en el Arte y en el Diseño Gráfico
Logos Olímpicos de los años ’72, ’88, ’84, y ’94 todos caracterizados por contornos como lo son las series de Ellsworth Kelly de 1950.

## Relacionando fenómeno visual
Las ilusiones visuales son estímulos útiles para el estudio de las bases neuronales de la percepción porque ellas secuestran los mecanismos innatos del sistema visual para interpretar el mundo visual debajo de normas condicionadas. Por ejemplo, los objetos en el mundo natural son a menudo parcialmente visibles. Los contornos ilusorios proveen pistas para saber como el sistema visual construye superficies cuando las proporciones de los bordes de la superficie no son visibles.
La codificación de las superficies son pensadas para ser indispensables en la parte visual de la percepción, formando un estado intermedio crítico de un proceso visual entre los análisis de las características y la habilidad de reconocer estímulos complejos como rostros y escenas.
- Percepción Amodal
- Auto stereo gramo
- Acompletar
- Psicología de Gestalt
- Espacio Negativo
- Cosificación